# Ernst Lewinger (Grafiker)

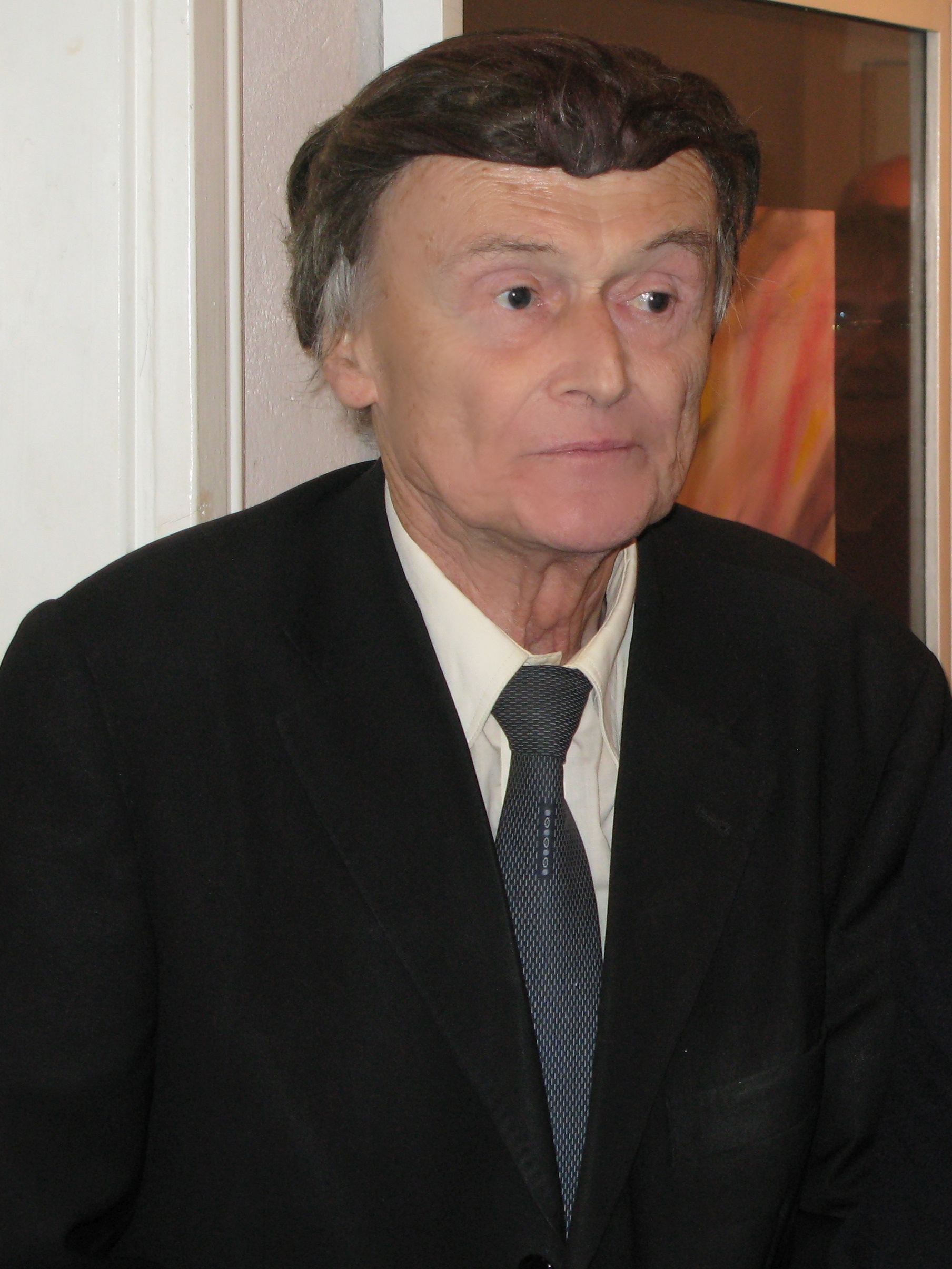
Ernst Lewinger bei der Eröffnung seiner Ausstellung am 18. November 2011 in der Galerie am Blauen Wunder

Ernst Lewinger (* 12. März 1931 in Dresden; † 11. Dezember 2015 ebenda) war ein deutscher Grafiker, Maler und Illustrator.

## Leben
Ernst Albrecht Friedrich Lewinger wurde 1931 in Dresden in einer großbürgerlichen Familie geboren, die ihren Wohlstand in der Weltwirtschaftskrise einbüßte. Der Großvater Ernst Lewinger war bis 1918 Oberregisseur am Königlich Sächsischen Hoftheater. Lewinger nahm 1947/1948 Privatunterricht bei Edmund Kesting und von 1948 bis 1951 studierte er an der Hochschule für Bildende Künste Dresden bei Josef Hegenbarth und Hans Theo Richter. In den Jahren 1951 bis 1953 wechselte er mit einem Währungsstipendium an die Hochschule der Künste Berlin-Charlottenburg, wo er mit Alexander Camaro und Hans Uhlmann bedeutende Vertreter der nonfigurativen Nachkriegskunst zu Lehrern hatte. Danach war er von 1953 bis 1957 freischaffend als Gebrauchsgrafiker in Dresden tätig. Von 1957 bis 1959 arbeitete er als Zeichenlehrer und von 1960 bis 1965 war er wissenschaftlicher Mitarbeiter am Kupferstichkabinett der Staatlichen Kunstsammlungen Dresden. Ab dem Jahr 1965 war er erneut freischaffend tätig. Von 1972 bis 1986 erschienen vierzehn belletristische Bücher mit seinen Illustrationsfolgen. Lewinger war Mitglied im Verband Bildender Künstler der DDR. Er war befreundet mit den Künstlern Erhard Gasch, Wolfgang Beier, Bernhard Koban und der Künstlerin Sigrid Artes.
Zu seinen frühen Sammlern und Unterstützern gehörte der Kunsthistoriker Wolfgang Balzer, der testamentarisch ein Konvolut früher Arbeiten dem Kupferstichkabinett der Staatlichen Kunstsammlungen Dresden überließ. Frühe publizistische Hinweise auf Lewingers Werk erfolgten durch Ingrid Wenzkat und Fritz Löffler in der Dresdner Tageszeitung Die Union. 

## Werk (Auszug)
- 1966 Alte Straße und Theaterfoyer Aquarelle
- 1967 Gartenweg Radierung
- 1972 Garten mit Villa Aquarell
- 1973 Flusslandschaft Federzeichnung
- 1982 Alter Friedhof Lithografie aquarelliert

### Buchillustrationen
- Mihai Eminescu: Engel und Dämon, Reclam Leipzig 1972
- E. T. A. Hoffmann: Der goldne Topf, Insel-Verlag, Leipzig 1974
- E. T. A. Hoffmann: Nachtstücke, Deutsches Verlagsbuchhaus, Dresden
- Theodor Fontane: Quitt, Verlag der Nation, Berlin 1975
- Theodor Fontane: Cécile, Verlag der Nation, 1976
- Hermann Hesse: Merkwürdige Nachricht von einem anderen Stern, Buchverlag der Morgen, Berlin 1977
- Kamil Bednář: Melodie der grünen Welt, Buchverlag der Morgen, Berlin 1978
- Jens Peter Jacobsen: Zwei Welten, Reclam Leipzig 1979
- Friedrich Huch: Träume – neue Träume, Buchverlag der Morgen, Berlin 1983
- Ferdinand von Saar: Ginevra und andere Erzählungen, Verlag der Nation, Berlin 1985
- Eduard Mörike: Mozart auf der Reise nach Prag, Verlag der Nation, Berlin 1986
- Karel Hynek Mácha: Mai, Ed. Bubo, Dresden 2006

## Ehrungen
- seit 1972 Schönste Bücher der DDR
- 1982 Ehrendiplom der Internationalen Buchkunst-Ausstellung

## Ausstellungen

### Einzelausstellungen (Auswahl)
- 1959: Lindenau-Museum, Altenburg
- 1965: Galerie im „Union“-Haus, Dresden
- 1973: Rossendorf, Zentralinstitut für Kernforschung
- 1978: Greifengalerie Greifswald
- 1980: Zeichnungen, Aquarelle, Galerie Nord Dresden, Eröffnung Diether Schmidt[2]
- 1981: Galerie erph Erfurt
- 1982: Galerie Budysin, Bautzen
- 1983: Galerie am Friedländer Tor Neubrandenburg
- 1984: Stadtbibliothek, Berlin
- 1985: Rossendorf, Zentralinstitut für Kernforschung
- 1987: Galerie Schmidt-Rotluff, Karl-Marx-Stadt
- 1987: Galerie Kunst der Zeit, Dresden (mit Erhard Gasch)
- 1988: Buch- und Schriftmuseum, Leipzig
- 1988: Galerie am Dom, Schwerin
- 1996: Galerie am Blauen Wunder, Dresden[3]
- 2005: SLUB, Literatur – Landschaft – Musik. Das künstlerische Werk Ernst Lewingers[4]
- 2006: Galerie Himmelreich, Magdeburg
- 2011: Galerie am Blauen Wunder, Dresden

### Teilnahme an zentralen und wichtigen regionalen Ausstellungen in der DDR (Auswahl)
- 1967, 1977 und 1987: Kunstausstellung der DDR
- 1968: Leonhardi-Museum Dresden, mit Wolfgang Kuhle und Lothar Sell
- 1972 bis 1985: Bezirkskunstausstellung Dresden
- 1974: Zeichnung in der DDR, Dresden
- 1976: Ausgewählte Handzeichnungen, Leipzig
- 1977: Ausgewählte DDR-Aquarelle, Leipzig
- 1977: Das Aquarell, Weimar
- 1979: Farbgrafik in der DDR, Schwerin
- 1979: Buchillustration in der DDR, Berlin
- 1981: Aquarellmalerei in der DDR, Wien
- 1985: Zeichnung in der Kunst der DDR 1974 bis 1984, Cottbus
- 1985: Musik in der bildenden Kunst, Berlin